# AAV-7A1
El Assault Amphibious Vehicle o AAV ('vehículo de asalto anfibio'), designado oficialmente como AAV-7A1 (anteriormente LVT-7), es un vehículo de desembarco anfibio de tracción por orugas fabricado por BAE Systems Land and Armaments - US Combat Systems (anteriormente por United Defense, una antigua división de FMC Corporation). El AAV-7A1 es, en la actualidad, el principal transporte de las tropas anfibias del Cuerpo de Marines de los Estados Unidos y también es utilizado por fuerzas anfibias de otros países.

## Desarrollo
El LVT-7 se introdujo por primera vez en 1972 como un reemplazo para el LVT-5. En 1982, la FMC fue contratada para llevar a cabo la LVT-7 convirtiéndola en los actuales vehículos AAV-7A1 para dicha transformación mejoraron el motor, la transmisión, el sistema de armas y el mantenimiento del vehículo. El motor diésel Cummins VT400 sustituyó el MM 8V53T. El sistema hidráulico de recorrido y elevación de la estación de armas fue reemplazado por un motor eléctrico, que eliminó el peligro de incendios de fluidos hidráulicos. La suspensión y los amortiguadores también fueron reforzados. El depósito de combustible se hizo más seguro y se añadió un sistema de generación de humo. Además se ubicaron ocho lanzadores de granadas de humo alrededor de la estación de armamento. Al conductor se le dio un mejor panel de instrumentos, un dispositivo de visión nocturna y un nuevo sistema de ventilación. Estos vehículos fueron llamados originalmente LVT-7A1, pero el Cuerpo de Marines cambió su nombre a AAV-7A1 en 1984. 
Un nuevo programa tiene prevista la sustitución de los motores y la suspensión de los vehículos de EE. UU. También se espera que reduzca los costes de mantenimiento durante la vida residual de los AAV durante el año 2013.

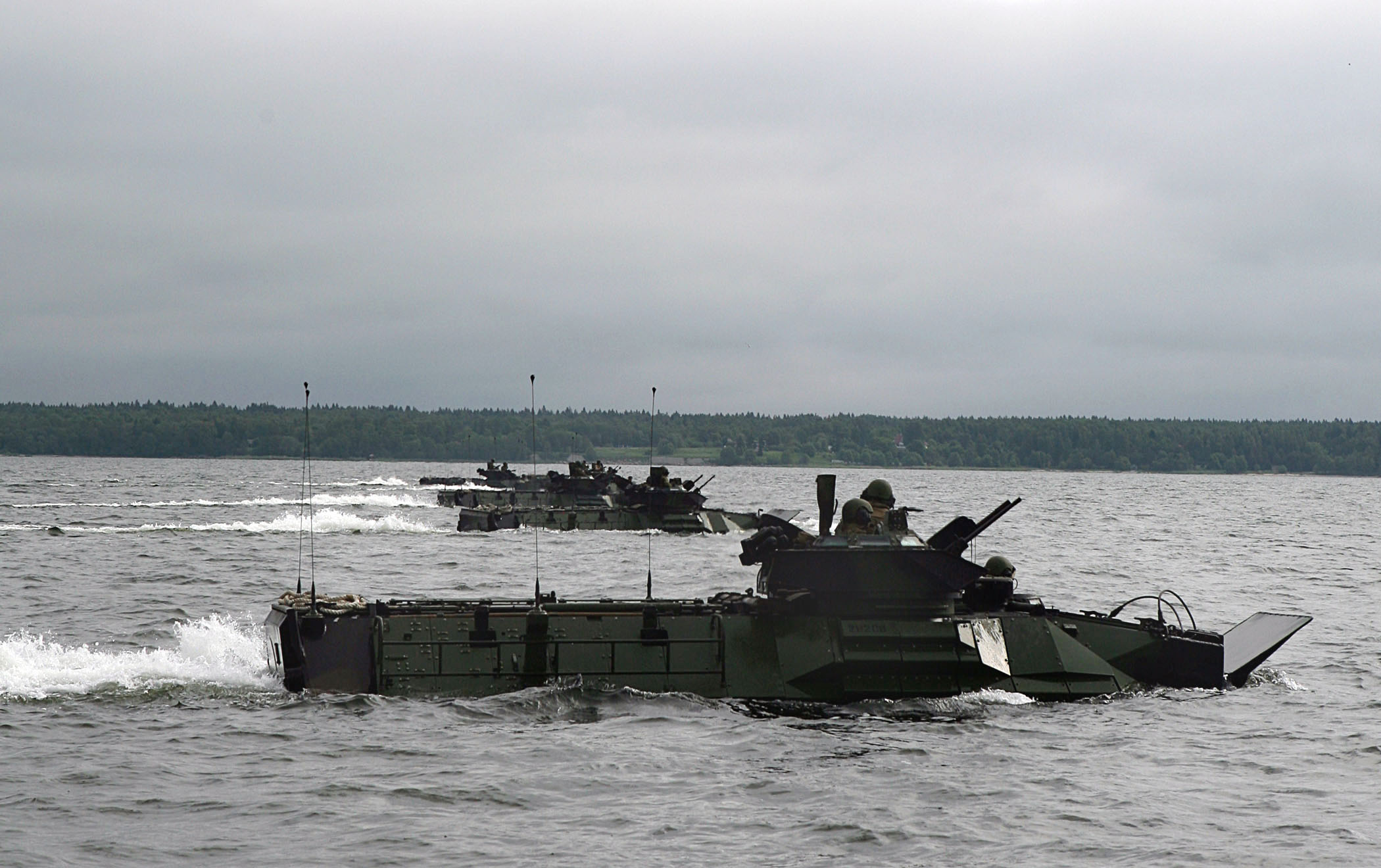
Un AAV navegando
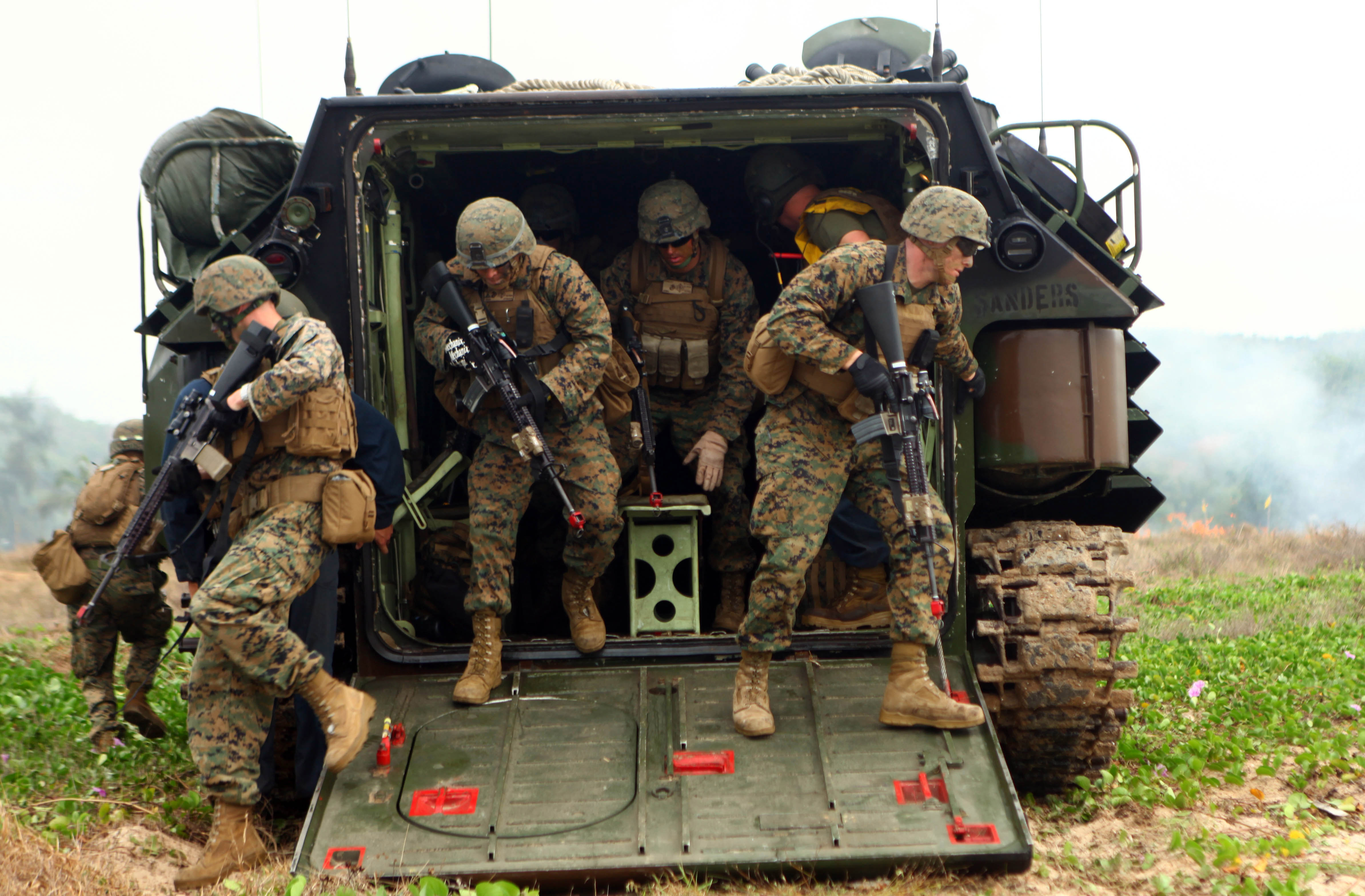
Soldados del cuerpo de marines de Estados Unidos descendiendo de un AAV.
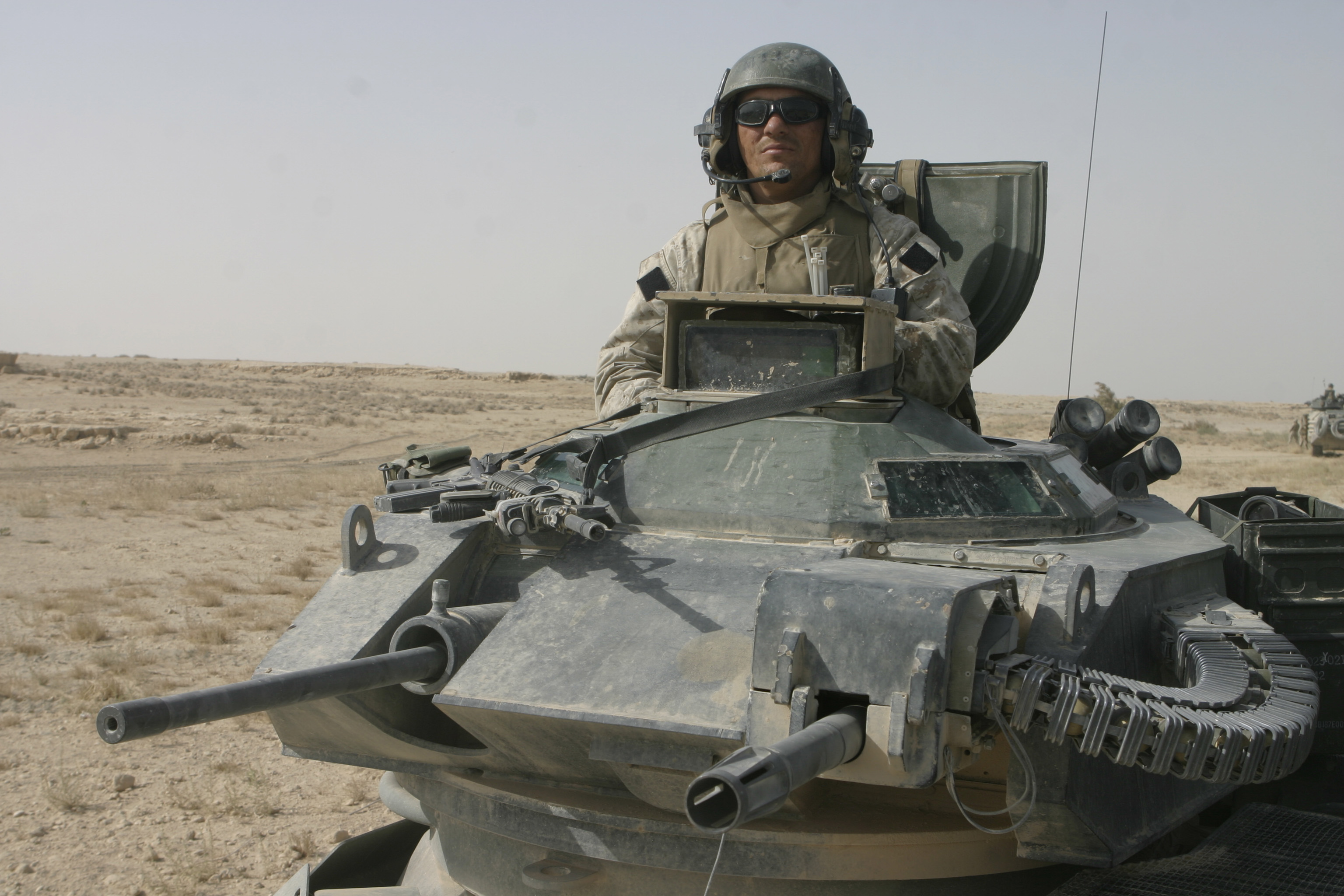
Torreta de un AAV armada con un lanzagranadas automático Mk 19 y una ametralladora pesada M2HB.
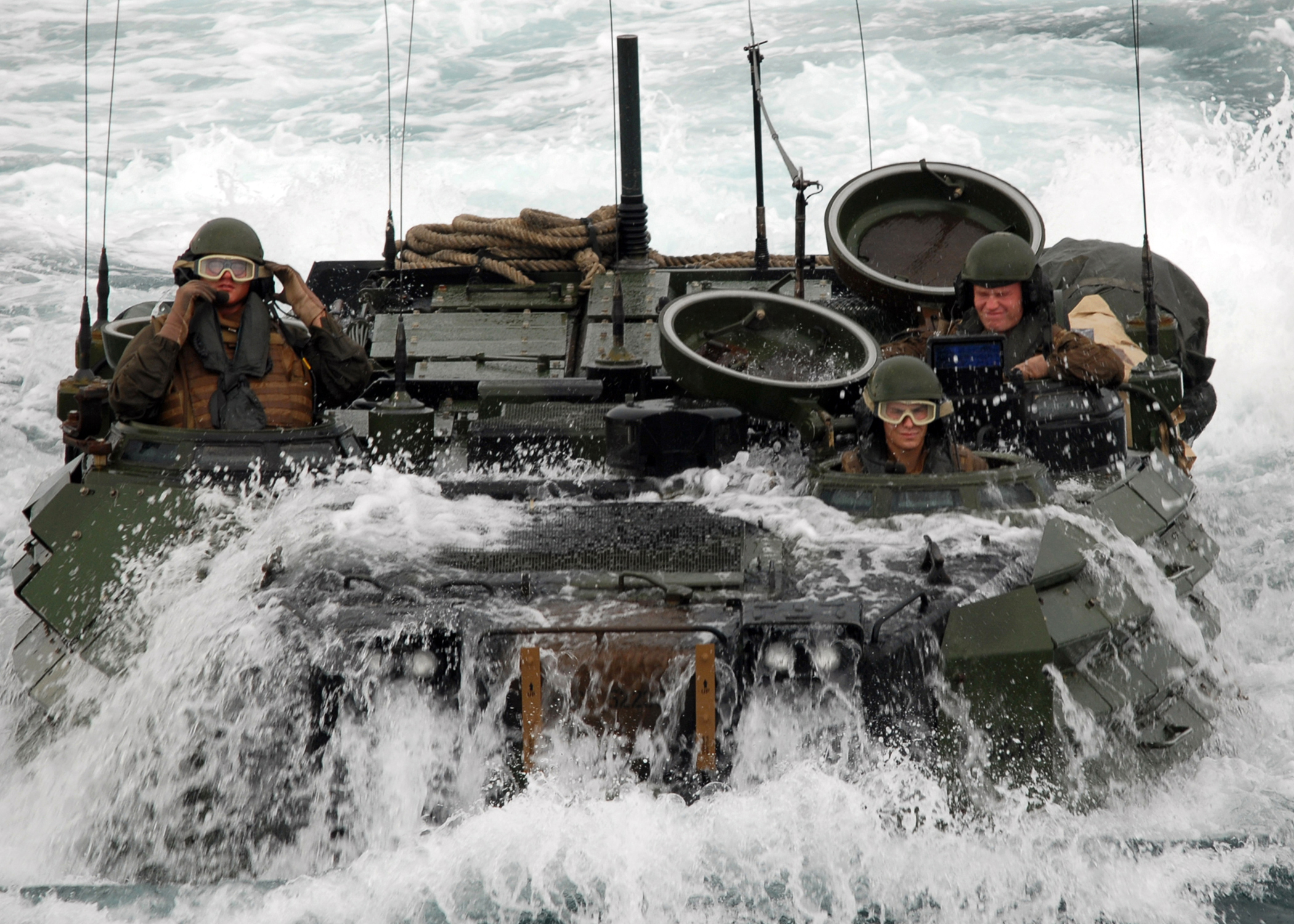
Tripulantes de un AAV del Cuerpo de Marines de Estados Unidos.

## Variantes
- AAVP-7A1 (transporte de personal): Este es el más común AAV, lleva una torre equipada con una ametralladora pesada M2HB calibre .50, y un Mk19 lanzagranadas automático de 40 mm. Lleva cuatro radios de la tripulación, así como el sistema de intercomunicación AN/VIC-2. Es capaz de transportar 25 infantes de marina a la lucha completamente equipados además de la tripulación de 4 personas: conductor, jefe de la tripulación, comandante del vehículo y tirador.

- AAVC-7A1 (vehículo de mando): Este vehículo no dispone de una torre y gran parte del espacio de carga del vehículo está ocupado por el equipo de comunicaciones. Esta versión solo tiene dos radios para la tripulación, y además de la CIV-2, que también lleva dos MRC-145s, una VRC-89, MRC-83 de alta frecuencia de radio y MSQ el sistema utilizado para interconexión control de las diversas radios. Este AAV tiene una tripulación de 3, y además lleva 5 operadores de radio, tres miembros del personal, y dos comandantes.

- AAVR-7A1 (Reparaciones): Este vehículo no tiene una torreta, en su lugar tiene una grúa, así como la mayoría de las herramientas y equipos necesarios para las reparaciones. Tiene una tripulación de tres personas, sin incluir los ingenieros.

## Historial de combate
Los LVTP-7 fueron utilizados por Argentina en 1982 durante la Guerra de Malvinas, aunque todos ellos regresan a la zona continental antes de que finalizara la contienda. Han sido muy utilizados en el conflicto de Irak, en la Guerra del Golfo Pérsico y en la Operación Restaurar la Esperanza, en Somalia. 
El AAV es utilizado actualmente por el Cuerpo de Marines de Estados Unidos, a pesar de que está programado para ser reemplazado en 2015 por el Vehículo Expedicionario de Combate, (Expeditionary Fighting Vehicle o EFV, conocido también como "Advanced Amphibious Assault Vehicle" hasta 2003).

## Operadores

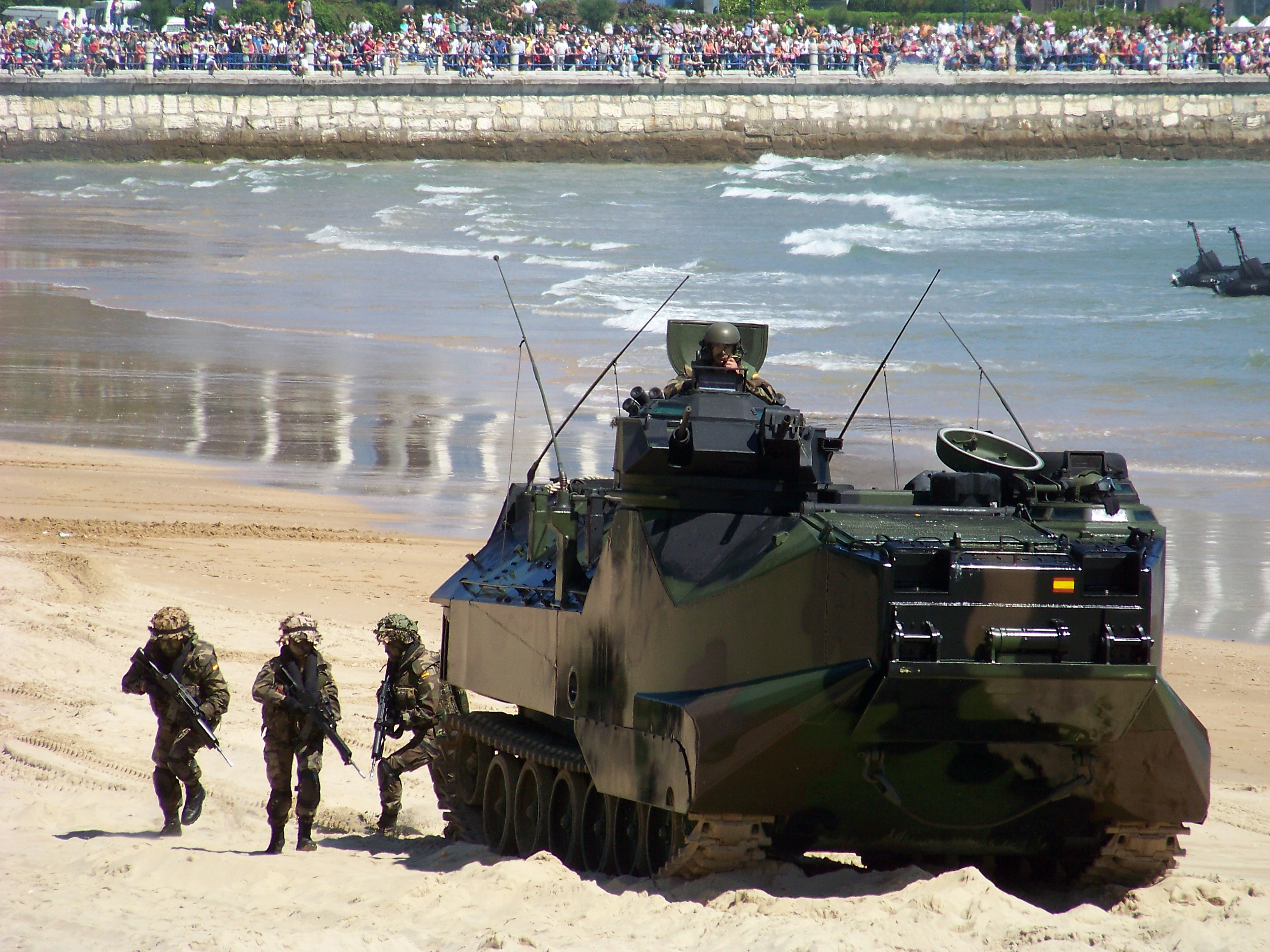
AAV de la Armada Española.

- Argentina Utilizado por la infantería de Marina
- Estados Unidos
- Brasil
- Camboya
- Corea del Sur
- España 19 (16 de transporte de personal, 2 de mando y 1 de recuperación)

- Taiwán
- Tailandia
- Venezuela 13 Repotenciados
- Japón 58 (46 de transporte de personal, 6 de mando y 6 de recuperación)

### Vehículos similares
- PTS
- LAV-25
- Expeditionary Fighting Vehicle
- ZBD-2000

### Listas relacionadas
- Anexo: Materiales de la Infantería de Marina Española